# Another World (브라이언 메이의 음반)
| 평가 점수       | 평가 점수 |
| 출처            | 점수      |
| --------------- | --------- |
| AllMusic        | [ 1 ]     |
| Guitarist       | 4/5       |
| MusicHound Rock | [ 3 ]     |

《Another World》는 퀸의 기타리스트 브라이언 메이의 두 번째 스튜디오 음반으로, 1998년 6월 1일, 영국의 팔로폰에 의해, 1998년 9월 15일, 미국의 할리우드 레코드에 의해 발매되었다. 이 음반은 그의 어머니에게 헌정되었다. 이 음반의 수록곡 〈Business〉는 코미디 드라마 시리즈 《프랭크 스터브스 프로모션》의 첫 번째 시즌의 주제가로 사용되었고, 수록곡 〈On My Way Up〉은 쇼의 두 번째 시즌으로 사용되었다.

## 배경
퀸의 마지막 음반인 《Made in Heaven》이 완성된 후 그의 홈 스튜디오에서 녹음된 이 음반은 1998년 6월 1일, 영국에서, 그 해 9월 15일, 미국에서 발매되었다.
그 음반 자체가 커버 음반으로 시작되었다. 〈Heroes〉의 컨셉은 메이가 좋아하는 아티스트들의 트랙을 녹음하는 것이었지만, 그 아이디어는 곧 정규 음반으로 바뀌었다. 일부 커버는 음반에 자리를 잡았고, 다른 커버는 B-사이드, 《Retro Rock Special》 EP, 일본 보너스 트랙, 《Red Special》 투어 홍보 CD로 발매되었다.
음반 홍보와 투어의 일환으로 메이는 1998년 10월, BBC 코미디 스케치 쇼인 《스미스 앤 존스》의 마지막 에피소드에 자신으로 출연했다.
브라이언 메이가 함께 작업했던 드러머 코지 파월은 음반이 완성되기도 전에 교통사고로 사망했다. 〈Business〉는 코지에 대한 헌정으로서 싱글로 발매되었다.

### 재발매
2022년 2월, 메이는 현재 진행 중인 《Brian May Gold Series》의 일부로 재발매될 것이며, 《Another Disc》라는 제목의 보너스 트랙의 두 번째 디스크와 함께 포장되어 있다. 재발매는 4월 22일에 나올 예정이다.

## 곡 목록
모든 곡들은 특별한 언급이 없는 한 브라이언 메이에 의해 작사/작곡하였다.
| #   | 제목                         | 작사·작곡     | 재생 시간 |
| --- | ---------------------------- | ------------- | --------- |
| 1.  | 〈Space〉                    |               | 0:47      |
| 2.  | 〈Business〉                 |               | 5:07      |
| 3.  | 〈China Belle〉              |               | 4:01      |
| 4.  | 〈Why Don't We Try Again〉   |               | 5:24      |
| 5.  | 〈On My Way Up〉             |               | 2:57      |
| 6.  | 〈Cyborg〉                   |               | 3:54      |
| 7.  | 〈The Guv'nor〉              |               | 4:13      |
| 8.  | 〈Wilderness〉               |               | 4:52      |
| 9.  | 〈Slow Down〉                | 래리 윌리엄스 | 4:18      |
| 10. | 〈One Rainy Wish〉           | 지미 헨드릭스 | 4:05      |
| 11. | 〈All the Way from Memphis〉 | 이언 헌터     | 5:16      |
| 12. | 〈Another World〉            |               | 7:30      |

| #   | 제목             | 작사·작곡         | 재생 시간 |
| --- | ---------------- | ----------------- | --------- |
| 13. | 〈F.B.I〉        | 행크 마빈         | 3:11      |
| 14. | 〈Hot Patootie〉 | 리처드 오브라이언 | 3:20      |